# Wanda Chwiałkowska
Wanda Chwiałkowska (ur. 7 stycznia 1934 w Warszawie) – polska aktorka teatralna i filmowa.

## Życiorys
W 1956 ukończyła studia na PWST w Łodzi. Debiutowała 19 stycznia 1956 na scenie Teatru Nowego w Łodzi. Aktorka Teatru Nowego w Łodzi w latach 1956-1978 i 1985-1989 oraz Teatru im. Juliusza Osterwy w Gorzowie Wielkopolskim w latach 1979-1984.
Żona aktora Bohdana Mikucia, matka aktorki Hanny Mikuć, babka operatorów Piotra Sobocińskiego jr. i Michała Sobocińskiego oraz aktorki Marii Sobocińskiej.

## Filmografia
- 1985: Spowiedź dziecięcia wieku
- 1975: Dyrektorzy − żona Czyżewskiego
- 1974: Zapis zbrodni
- 1973: Profesor na drodze
- 1971: Szansa na pigmeja − nauczycielka
- 1970: Przygoda Stasia − sędzina
- 1970: Twarz anioła
- 1966: Pieczone gołąbki − pielęgniarka w Przedsiębiorstwie Wodociągów Miejskich